# Gièvres
Gièvres is een gemeente in het Franse departement Loir-et-Cher in de regio Centre-Val de Loire. De plaats maakt deel uit van het arrondissement Romorantin-Lanthenay. Gièvres telde op 1 januari 2022 2.290 inwoners.

## Verkeer en vervoer
In Gièvres zelf ligt spoorwegstation Gièvres en in het uiterste noorden van de gemeente liggen de stations Pruniers en Base-Aérienne bij Aérodrome de Romorantin - Pruniers, dat op de grens van de gemeenten Gièvres en Pruniers-en-Sologne ligt.

## Geografie
De oppervlakte van Gièvres bedroeg op 1 januari 2022 38,05 vierkante kilometer; de bevolkingsdichtheid was toen 60,2 inwoners per km².
De onderstaande kaart toont de ligging van Gièvres met de belangrijkste infrastructuur en aangrenzende gemeenten.

## Demografie
Onderstaande figuur toont het verloop van het inwonertal (bron: INSEE-tellingen).